# 第66回カンヌ国際映画祭
第66回カンヌ国際映画祭（だい66かいカンヌこくさいえいがさい）は、2013年5月15日から5月26日にかけて開催された。
主要コンペティション部門の審査員長はアメリカ合衆国の映画監督であるスティーヴン・スピルバーグ、シネファウンデーションと短編映画部門はニュージーランドの映画監督であるジェーン・カンピオンが務めた。
オープニング作品はバズ・ラーマン監督の『華麗なるギャツビー』、クロージング作品はジェローム・サル監督の『ケープタウン』である。
映画祭のポスターではポール・ニューマンとその妻のジョアン・ウッドワードがフィーチャーされている。
最高賞であるパルム・ドールはアブデラティフ・ケシシュ監督のフランス映画『アデル、ブルーは熱い色』が受賞した。

## 公式選出

### コンペティション部門
コンペティション部門には以下の作品が選ばれた。
| 日本語題                                          | 原題                                      | 監督                               | 製作国                       |
| ------------------------------------------------- | ----------------------------------------- | ---------------------------------- | ---------------------------- |
| オンリー・ゴッド                                  | Only God Forgives                         | ニコラス・ウィンディング・レフン   | デンマーク · フランス        |
| 毛皮のヴィーナス                                  | La Vénus à la fourrure                    | ロマン・ポランスキー               | フランス                     |
| インサイド・ルーウィン・デイヴィス 名もなき男の歌 | Inside Llewyn Davis                       | コーエン兄弟                       | アメリカ                     |
| ボーグマン                                        | Borgman                                   | アレックス・ファン・ヴァーメルダム | オランダ                     |
| グレート・ビューティー/追憶のローマ               | La grande bellezza                        | パオロ・ソレンティーノ             | イタリア · フランス          |
| 恋するリベラーチェ                                | Behind the Candelabra                     | スティーヴン・ソダーバーグ         | アメリカ                     |
| ネブラスカ ふたつの心をつなぐ旅                   | Nebraska                                  | アレクサンダー・ペイン             | アメリカ                     |
| 17歳                                              | Jeune et jolie                            | フランソワ・オゾン                 | フランス                     |
| アデル、ブルーは熱い色                            | La vie d'Adèle - Chapitres 1 et 2         | アブデラティフ・ケシシュ           | フランス                     |
| 藁の楯                                            | 藁の楯                                    | 三池崇史                           | 日本                         |
| そして父になる                                    | そして父になる                            | 是枝裕和                           | 日本                         |
| 罪の手ざわり                                      | 天注定                                    | ジャ・ジャンクー                   | 中国                         |
|                                                   | Grisgris                                  | マハマト＝サレ・ハルーン           | チャド                       |
| エヴァの告白                                      | The Immigrant                             | ジェームズ・グレイ                 | アメリカ                     |
| エリ                                              | Heli                                      | アマト・エスカランテ               | メキシコ                     |
| ある過去の行方                                    | Le passé                                  | アスガル・ファルハーディー         | フランス · イタリア · イラン |
| ジミーとジョルジュ 心の欠片を探して               | Jimmy P: Psychotherapy of a Plains Indian | アルノー・デプレシャン             | フランス                     |
| バトル・オブ・ライジング コールハースの戦い       | Michael Kohlhaas                          | アルノー・ドゥ・パリエール         | フランス · ドイツ            |
| イタリアのある城で                                | Un château en Italie                      | ヴァレリア・ブルーニ・テデスキ     | フランス                     |
| オンリー・ラヴァーズ・レフト・アライヴ            | Only Lovers Left Alive                    | ジム・ジャームッシュ               | アメリカ                     |

### ある視点部門
ある視点部門には以下の作品が選ばれた。
| 日本語題                          | 原題                           | 監督                       | 製作国              |
| --------------------------------- | ------------------------------ | -------------------------- | ------------------- |
| ブリングリング                    | The Bling Ring                 | ソフィア・コッポラ         | アメリカ            |
| オマールの壁                      | Omar                           | ハニ・アブ・アサド         | パレスチナ          |
|                                   | Death March                    | アドルフォ・アリックス・Jr | フィリピン          |
| フルートベール駅で                | Fruitvale Station              | ライアン・クーグラー       | アメリカ            |
| バスターズ―悪い奴ほどよく眠る―    | Les Salauds                    | クレール・ドニ             | フランス            |
| 北―歴史の終わり                   | Norte, Hangganan Ng Kasaysayan | ラヴ・ディアス             | フィリピン          |
|                                   | As I Lay Dying                 | ジェームズ・フランコ       | アメリカ            |
| ミエーレ                          | Miele                          | ヴァレリア・ゴリノ         | フランス · イタリア |
| 湖の見知らぬ男                    | L'inconnu du lac               | アラン・ギロディ           | フランス            |
|                                   | Bends                          | フローラ・ラウ             | イギリス            |
| 消えた画 クメール・ルージュの真実 | L'Image manquante              | リティ・パニュ             | カンボジア          |
|                                   | La Cage dorée                  | ディエゴ・ケマダ・ディエス | メキシコ            |
|                                   | Anonymous                      | モハマド・ラスロフ         | イラン              |
|                                   | Sarah préfère la course        | クロエ・ロビショウ         | カナダ              |
| グランド・セントラル              | Grand Central                  | レベッカ・ズロトヴスキ     | フランス            |

### コンペティション外
コンペティション外では以下の作品が上映される。
| 日本語題                            | 原題                    | 監督                 | 製作国         |
| ----------------------------------- | ----------------------- | -------------------- | -------------- |
| マイ・ブラザー 哀しみの銃弾         | Blood Ties              | ギヨーム・カネ       | フランス       |
| オール・イズ・ロスト 〜最後の手紙〜 | All Is Lost             | J・C・チャンダー     | アメリカ合衆国 |
| 不正義の果て                        | Le dernier des injustes | クロード・ランズマン | フランス       |
| 華麗なるギャツビー                  | The Great Gatsby        | バズ・ラーマン       | アメリカ合衆国 |
| ケープタウン                        | Zulu                    | ジェローム・サル     | フランス       |

ガラ・スクリーニング
| 日本語題 | 原題           | 監督                                                                                     | 製作国 |
| -------- | -------------- | ---------------------------------------------------------------------------------------- | ------ |
|          | Bombay Talkies | アヌラーグ・カシャップ、カラン・ジョーハル、ゾーヤー・アクタル、ディバーカル・バナルジー | インド |

ミッドナイト・スクリーニング
| 日本語題           | 原題             | 監督               | 製作国 |
| ------------------ | ---------------- | ------------------ | ------ |
|                    | Monsoon Shootout | アミット・クマール |        |
| 名探偵ゴッド・アイ | 盲探             | ジョニー・トー     | 香港   |

ジェリー・ルイス・トリビュート
| 日本語題 | 原題     | 監督           | 製作国 |
| -------- | -------- | -------------- | ------ |
|          | Max Rose | ダニエル・ノア |        |

スペシャル・スクリーニング
| 日本語題                                         | 原題                                 | 監督                                     | 製作国   |
| ------------------------------------------------ | ------------------------------------ | ---------------------------------------- | -------- |
|                                                  | Muhammad Ali's Greatest Fight        | スティーヴン・フリアーズ                 |          |
|                                                  | Stop the Pounding Heart              | ロベルト・ミネルヴィーニ                 |          |
| ウィークエンド・チャンピオン〜モンテカルロ1971〜 | Week End of a Champion               | フランク・サイモン、ロマン・ポランスキー |          |
|                                                  | Seduced and Abandoned                | ジェームズ・トバック                     |          |
|                                                  | Return to the Class of Nuke 'Em High | ロイド・カウフマン                       | アメリカ |
|                                                  | Otdat konci                          | Taisia Igumentseva                       |          |

## 独立選出

### 監督週間
2013年4月23日に監督週間のラインナップが発表された。
フィーチャー映画
| 日本語題                     | 原題                               | 監督                         | 製作国                           |
| ---------------------------- | ---------------------------------- | ---------------------------- | -------------------------------- |
|                              | A Strange Course of Events         | ラファエル・ナジャリ         | イスラエル、 フランス            |
|                              | Les apaches                        | ティエリー・ド・ペレッティ   | フランス                         |
|                              | Até ver a luz                      | バジル・ダ・クンハ           | スイス                           |
| ブルー・リベンジ             | Blue Ruin                          | ジェレミー・ソウルニエ       | アメリカ                         |
| コングレス未来学会議         | The Congress                       | アリ・フォルマン             | イスラエル、 ドイツ、 ポーランド |
| リアリティのダンス           | La danza de la realidad            | アレハンドロ・ホドロフスキー | フランス                         |
|                              | L'escale                           | Kaveh Bakhtiari              | スイス、 フランス                |
|                              | La fille du 14 Juillet             | アントニン・ペレチャツコ     | フランス                         |
|                              | Henri                              | ヨランド・モロー             | フランス                         |
| イロイロ ぬくもりの記憶      | Ilo Ilo                            | アンソニー・チェン           | シンガポール                     |
| ホドロフスキーのDUNE         | Jodorowsky's Dune                  | フランク・パヴィッチ         | フランス                         |
| ラスト・デイズ・オン・マーズ | The Last Days on Mars              | ルアイリ・ロビンソン         | イギリス                         |
| 不機嫌なママにメルシィ!      | Les garçons et Guillaume, à table! | ギョーム・ガリエンヌ         | フランス                         |
| トランストリップ             | Magic Magic                        | セバスチャン・シルヴァ       | アメリカ                         |
| 牢獄処刑人                   | On the Job                         | エリック・マッテイ           | フィリピン                       |
|                              | The Selfish Giant                  | クリオ・バーナード           | イギリス                         |
|                              | Tip Top                            | サージ・ボゾン               | フランス                         |
|                              | Ugly                               | アヌラーグ・カシャップ       | インド                           |
|                              | Un voyageur                        | マルセル・オフュルス         | フランス                         |
|                              | El verano de los peces voladores   | マルセラ・サイド             | フランス、 チリ                  |
| 肉                           | We Are What We Are                 | ジム・マイケル               | アメリカ                         |

### 国際批評家週間
2013年4月22日に国際批評家週間のラインナップが発表された。
フィーチャー映画
| 日本語題             | 原題                         | 監督                                         | 製作国                     |
| -------------------- | ---------------------------- | -------------------------------------------- | -------------------------- |
| スザンヌ             | Suzanne                      | カテル・キレヴェレ                           | フランス                   |
|                      | For Those in Peril           | ポール・ライト                               | イギリス                   |
|                      | Le Démantèlement             | セバスチャン・ピロット                       | カナダ                     |
|                      | Los Dueños                   | アグスティン・トスカーナ、Ezequiel Radusky   | アルゼンチン               |
|                      | Nos héros sont morts ce soir | デヴィッド・ペラウルト                       | フランス                   |
| めぐり逢わせのお弁当 | Dabba                        | リテーシュ・バトラ                           | インド、 フランス、 ドイツ |
|                      | The Major                    | ユーリー・ブイコフ                           | ロシア                     |
|                      | Salvo                        | ファビオ・グラッサドニア、アントニオ・ピアザ | イタリア、 フランス        |

スペシャル・スクリーニング
| 日本語題              | 原題                          | 監督                 | 製作国   |
| --------------------- | ----------------------------- | -------------------- | -------- |
|                       | Les rencontres d'après minuit | ヤン・ゴンザレス     | フランス |
| セインツ -約束の果て- | Ain’t Them Bodies Saints      | デヴィッド・ロウリー | アメリカ |

### カンヌ・クラシックス
カンヌ・クラシックスでは過去の作品の修復版が上映される。
| 日本語題                                | 原題                                | 監督 | 製作国                       |
| --------------------------------------- | ----------------------------------- | --- | ---------------------------- |
|                                         | Borom Sarret                        | センベーヌ・ウスマン | セネガル                     |
| チャルラータ                            | Charulata                           | サタジット・レイ | インド                       |
| クレオパトラ                            | Cleopatra                           | ジョーゼフ・L・マンキーウィッツ | アメリカ、 イギリス          |
| 悲愁                                    | Fedora                              | ビリー・ワイルダー | アメリカ                     |
|                                         | Goha                                | ジャック・バラティエ | フランス、 チュニジア        |
| 二十四時間の情事                        | Hiroshima mon amour                 | アラン・レネ | フランス、 日本              |
| タタール人の砂漠                        | Il deserto dei Tartari              | ヴァレリオ・ズルリーニ | イタリア、 フランス、 ドイツ |
| 最後の晩餐                              | La grande abbuffata                 | マルコ・フェレーリ | イタリア、 フランス          |
| 王妃マルゴ                              | La Reine Margot                     | パトリス・シェロー | フランス                     |
|                                         | Le joli mai                         | クリス・マルケル、ピエール・ロム | フランス                     |
| シェルブールの雨傘                      | Les Parapluies de Cherbourg         | ジャック・ドゥミ | フランス                     |
| コーザ・ノストラ                        | Lucky Luciano                       | フランチェスコ・ロージ | イタリア                     |
| マニラ・光る爪                          | Maynila: Sa Kuko ng mga Liwanag     | リノ・ブロッカ | フィリピン                   |
| 太陽がいっぱい                          | Plein Soleil                        | ルネ・クレマン | フランス                     |
| 秋刀魚の味                              | 秋刀魚の味                          | 小津安二郎 | 日本                         |
|                                         | The Apprenticeship of Duddy Kravitz | テッド・コッチェフ | カナダ                       |
| さらば冬のかもめ                        | The Last Detail                     | ハル・アシュビー | アメリカ                     |
| ラストエンペラー                        | The Last Emperor 3D                 | ベルナルド・ベルトルッチ | イギリス、 中国、 イタリア   |
| 時よとまれ、君は美しい/ミュンヘンの17日 | Visions of Eight                    | ミロシュ・フォアマン、クロード・ルルーシュ、ユーリー・オゼロフ、マイ・ゼッタリング、市川崑、ジョン・シュレシンジャー、アーサー・ペン、ミヒャエル・フレガール | アメリカ                     |

## 審査員
コンペティション部門

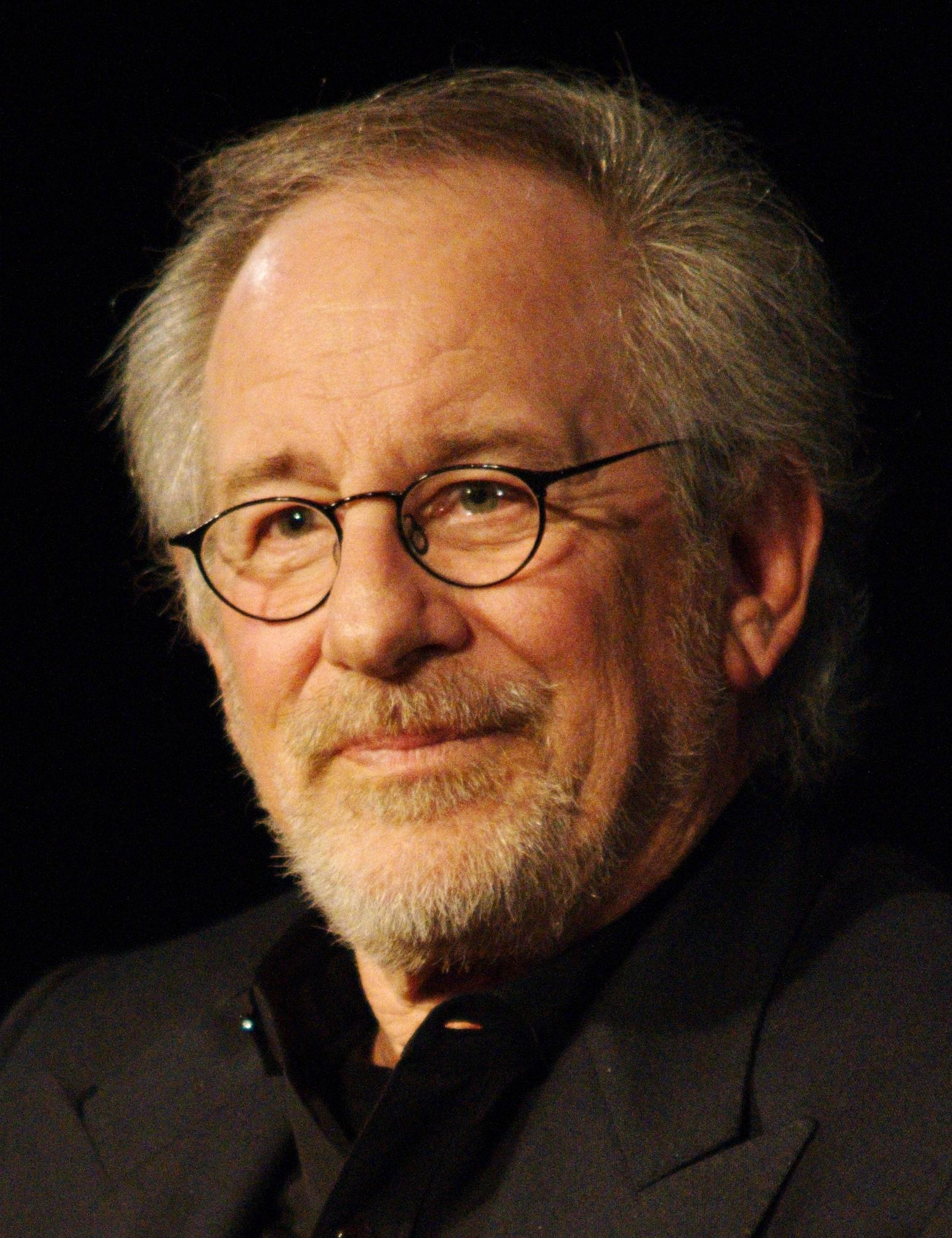
コンペティション部門の審査員長であるスティーヴン・スピルバーグ。

- スティーヴン・スピルバーグ（審査員長）、 アメリカ合衆国、映画監督
- ダニエル・オートゥイユ、 フランス、男優
- ヴィディヤー・バーラン、 インド、女優
- 河瀬直美、 日本、映画監督
- アン・リー、 台湾/ アメリカ合衆国、映画監督
- ニコール・キッドマン、 オーストラリア、女優
- クリスティアン・ムンジウ、 ルーマニア、映画監督
- リン・ラムジー、 スコットランド、映画監督
- クリストフ・ヴァルツ、 オーストリア/ ドイツ、男優

ある視点部門
- トマス・ヴィンターベア（審査員長）、 デンマーク、映画監督
- チャン・ツィイー、 中国、女優
- リュディヴィーヌ・サニエ、 フランス、女優
- Ilda Santiago、 ブラジル、リオ映画祭実行委員長
- Enrique Gonzalez Macho、 スペイン、プロデューサー、配給業者

カメラ・ドール
- アニエス・ヴァルダ（審査員長）、 フランス、映画監督
- イザベル・コイシェ、 スペイン、映画監督
- レジス・ヴァルニエ、 フランス、映画監督
- クロエ・ロランド、Syndicat de la Critique
- ミシェル・アブラモヴィッチ（英語版）、AFC
- エリック・ギラ（英語版）、SRF
- Gwenole Bruneau、FICAM

シネファウンデーション及び短編部門
- ジェーン・カンピオン（審査員長）、 ニュージーランド、映画監督
- Maji-da Abdi、 エチオピア、女優・映画監督
- ニコレッタ・ブラスキ、 イタリア、女優・プロデューサー
- ナンディタ・ダス（英語版）、 インド、女優・映画監督
- セミフ・カプランオール、 トルコ、映画監督

## 受賞結果

### 公式選出
最高賞であるパルム・ドールはアブデラティフ・ケシシュ監督によるフランス映画『アデル、ブルーは熱い色』が受賞した。コンペティション部門史上初めて、審査員側は監督のケシシュと共に出演者のアデル・エグザルホプロスとレア・セドゥにもパルム・ドールを贈った。
コンペティション部門
- パルム・ドール - 『アデル、ブルーは熱い色』（アブデラティフ・ケシシュ監督）
  - 名誉パルム・ドール - アデル・エグザルホプロスとレア・セドゥ （『アデル、ブルーは熱い色』）
- グランプリ - 『インサイド・ルーウィン・デイヴィス 名もなき男の歌』（ジョエル&イーサン・コーエン監督）
- 監督賞 - アマト・エスカランテ （『エリ』）
- 脚本賞 - ジャ・ジャンクー （『罪の手ざわり』）
- 女優賞 - ベレニス・ベジョ （『ある過去の行方』）
- 男優賞 - ブルース・ダーン （『ネブラスカ ふたつの心をつなぐ旅』）
- 審査員賞 - 『そして父になる』（是枝裕和監督）

ある視点部門
- ある視点賞 - 『消えた画 クメール・ルージュの真実』（リティ・パニュ監督）
- 特別審査員賞 - 『オマールの壁』（ハニ・アブ・アサド監督）
- 監督賞 - アラン・ギロディ（『湖の見知らぬ男』）
- 第1回作品賞 - 『フルートベール駅で』（ライアン・クーグラー監督）
- ある才能賞 - ディエゴ・ケマダ・ディエス（『La jaula de oro』）

### 独立選出
監督週間
- Art Cinema Award - 『不機嫌なママにメルシィ！』（ギョーム・ガリエンヌ監督）
- Prix SACD - 『不機嫌なママにメルシィ！』（ギョーム・ガリエンヌ監督）
- Europa Cinemas - 『The Selfish Giant』（クリオ・バーナード監督）
- Premier Prix Illy for Short Filmmaking - 『A Wild Goose Chase』（Joao Nicolau監督）
- Special Mention - 『About a Month』（Andre Novais Oliveira監督）

### 独立賞
FIPRESCI賞
- コンペティション部門作品 - 『アデル、ブルーは熱い色』（アブデラティフ・ケシシュ監督）
- ある視点部門作品 - 『Manuscripts Don't Burn』（モハマド・ラスロフ監督）
- 監督週間作品 - 『ブルー・リベンジ』（ジェレミー・ソウルニエ監督）

エキュメニカル賞
- エキュメニカル審査員賞 - 『ある過去の行方』（アスガル・ファルハーディー監督）
- 特別表彰:
  - 『ミエーレ』（ヴァレリア・ゴリノ監督）
  - 『そして父になる』（是枝裕和監督）

クィア・パルム賞
- クィア・パルム賞 - 『湖の見知らぬ男』（アラン・ギロディ監督）

パルム・ドッグ賞
- パルム・ドッグ賞 - ベイビー・ボーイ （『恋するリベラーチェ』）